# Wijken en buurten in Dirksland
De voormalige Nederlandse gemeente Dirksland (sinds 2013 deel van de nieuwe gemeente Goeree-Overflakkee) is voor statistische doeleinden onderverdeeld in wijken en buurten. De voormalige gemeente is verdeeld in de volgende statistische wijken:
- Wijk 00 Dirksland (CBS-wijkcode:050400)
- Wijk 01 Melissant (CBS-wijkcode:050401)
- Wijk 02 Herkingen (CBS-wijkcode:050402)

Een statistische wijk kan bestaan uit meerdere buurten. Onderstaande tabel geeft de buurtindeling met kentallen volgens het Centraal Bureau voor de Statistiek (2008):
| CBS-buurtcode | Buurtnaam                              | Inwonertal | Opp. totaal (ha) | Opp. land (ha) | Ligging                |
| ------------- | -------------------------------------- | ---------- | ---------------- | -------------- | ---------------------- |
| BU05040000    | Dirksland-Oud                          | 1900       | 79               | 77             | Locatie in de gemeente |
| BU05040001    | Dirksland-Nieuw                        | 2840       | 118              | 116            | Locatie in de gemeente |
| BU05040009    | Verspreide huizen polder Dirksland     | 220        | 1311             | 1298           | Locatie in de gemeente |
| BU05040100    | Melissant-Oud                          | 880        | 86               | 86             | Locatie in de gemeente |
| BU05040101    | Melissant-Nieuw                        | 990        | 35               | 35             | Locatie in de gemeente |
| BU05040106    | Verspreide huizen in De Halspolder     | 40         | 579              | 561            | Locatie in de gemeente |
| BU05040107    | Verspreide huizen in polder Oude Plaat | 50         | 284              | 281            | Locatie in de gemeente |
| BU05040108    | Verspreide huizen-Zuid                 | 120        | 486              | 482            | Locatie in de gemeente |
| BU05040109    | Verspreide huizen-Noord                | 170        | 2148             | 2131           | Locatie in de gemeente |
| BU05040200    | Herkingen                              | 1070       | 77               | 69             | Locatie in de gemeente |
| BU05040208    | Verspreide huizen-Oost                 | 0          | 103              | 102            | Locatie in de gemeente |
| BU05040209    | Verspreide huizen West                 | 40         | 313              | 312            | Locatie in de gemeente |